# Серединний перпендикуляр

Побудова середини відрізка AB є одночасно побудовою серединного перпендикуляра

Середи́нний перпендикуля́р, або медіатриса — пряма, що проходить через середину відрізка, перпендикулярно до нього. Інакше: геометричне місце точок, що знаходяться на однаковій відстані від кінців відрізка.

## Властивості
- Центр кола, описаного навколо трикутника, лежить на перетині серединних перпендикулярів до сторін цього трикутника[2].

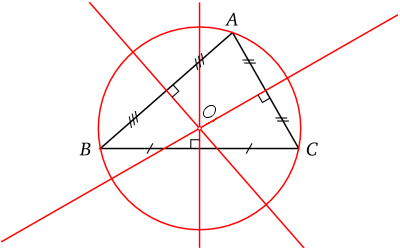
У трикутнику серединні перпендикуляри до сторін перетинаються в одній точці

- Будь-яка точка, яка належить до серединного перпендикуляра, рівновіддалена від кінців відрізка[3].
- Серединний перпендикуляр є віссю симетрії відповідного відрізка. У прямокутнику серединні перпендикуляри до сторін є осями симетрії всього прямокутника; для ромба кожна діагональ є одночасно серединним перпендикуляром для іншої — і віссю симетрії усієї фігури.

## Побудова

Процедура побудови — через точки перетину двох кіл проводиться пряма

Серединний перпендикуляр можна побудувати за допомогою циркуля та лінійки за такою схемою:
1. Циркулем будуються два кола з однаковими радіусами і з центрами в обох кінцях відрізка так, щоб у цих кіл було дві точки перетину (отже, величини радіусів кіл більші за половину довжини заданого відрізка[5]).
2. За допомогою лінійки проводиться пряма, яка проходить через точки перетину цих двох кіл.
3. Ця пряма і є серединним перпендикуляром до заданого відрізка.